# Russische Orthodoxe Diözese des orthodoxen Bischofs von Berlin und Deutschland
Russische Orthodoxe Diözese des orthodoxen Bischofs von Berlin und Deutschland ist eine Diözese der Russischen Orthodoxen Auslandskirche. Dies ist zugleich die älteste orthodoxe Eparchie in Deutschland.

## Leitung
Die Diözese wird derzeit von Metropolit Mark geleitet und umfasst auch Gemeinden in Großbritannien, Dänemark und Österreich. Vikar der deutschen Diözese ist Bischof Hiob Bandmann von Stuttgart. Der Sitz befindet sich in München, wo Metropolit Mark im Kloster des Heiligen Hiob von Potschajew residiert.
Erzbischöfe
- 1925–1938: Tichon Ljaschtschenko, bürgerlich: Timofiej Ljaschtschenko (1875–1945), Sitz: Berlin, schon ab 1924 Bischof von Potsdam
- 1938–1950: Seraphim, bürgerlich: Karl Georg Albert Lade (1883–1950), Sitz: Christi-Auferstehungs-Kathedrale, Berlin
- 1950–1951: Benedikt, bürgerlich: Wasilij Bobkowski
- 1951–1971: Alexander, bürgerlich: Andrej Lowtschy, Sitz: ?
- 1971–1982: Philotheos, bürgerlich: Wladimir Jewdokimowitsch Narko (1905–1986), Sitz: Kathedrale St. Prokop von Ustjug, Hamburg
- seit 1982: Mark Arndt (* 1941), Sitz: München

## Status
Im Jahre 1936 wurde die Diözese als Körperschaft des öffentlichen Rechts anerkannt und hat diesen Status immer noch. Jedoch erhebt die Diözese keine Kirchensteuern. Sie wird finanziert und institutionell getragen von der von ihr gegründeten Russischen Orthodoxen Kirchenstiftung für Wissenschaft, Denkmalpflege und Mildtätigkeit. Die Diözese ist Mitglied in der Orthodoxen Bischofskonferenz in Deutschland (OBKD).

## Geschichte
Seit dem Jahre 1926 besteht die Russische Orthodoxe Diözese des orthodoxen Bischofs von Berlin und Deutschland. Nach orthodoxem Kirchenrecht war damit der amtierende (russische) Orthodoxe Bischof von Berlin und Deutschland gleichzeitig für alle orthodoxen Gläubigen in Deutschland, gleich welcher Nationalität, zuständig. Erst durch die Zuwanderung von orthodoxen Arbeitnehmern aus Griechenland und Serbien in den 1960er Jahren änderte sich diese Situation. In den 1970er Jahren gab es 140 Orte, an denen Restgemeinden bestanden. Insbesondere in den letzten Jahren verzeichnen die bestehenden Gemeinden einen starken Zustrom von Gläubigen aus Osteuropa.

## Gemeinden
Zur Diözese gehören Gemeinden in Deutschland, Dänemark und Großbritannien. Außerdem gehört der Diözese als ältester russischer Verein in Deutschland die Bruderschaft des heiligen Fürsten Wladimir an.

### Deutschland
Alphabetisch nach Ortsname
- Amberg: Kirche d. Hll. Apostel Peter und Paul
- Augsburg: Kirche d. Ikone d. Allerheiligsten Gottesmutter „Freude aller Trauernden“
- Bad Ems: Hl. Alexandra-Kirche
- Baden-Baden: Christi-Verklärungskirche
- Bad Homburg vor der Höhe: Allerheiligen-Kirche
- Bad Kissingen: Kirche des Sergius von Radonesch
- Bad Nauheim: Kirche d. Hl. Innokentios u. d. Hl. Seraphim von Sarow
- Berlin: Maria-Schutz-Kirche (Pfarrer: André Sikojev)
- Bielefeld-Sennestadt
- Bochum: Hl. Georgs-Kirche
- Bremen: St.-Ansgarii-Gemeinde
- Buchendorf: Kloster der heiligen Großfürstin Elisabeth[3]
- Cloppenburg: Kirche d. hl. Seraphim von Sarow[4]
- Darmstadt: Kirche d. Hl. Maria Magdalena
- Düsseldorf: Hl. Nikolaus-Kirche
- Erlangen: Dreifaltigkeitskirche
- Ettringen (Wertach): Kirche der heiligen Märtyrerinnen Vera, Nadezhda, Ljubov und Sophia[5]
- Frankfurt am Main: Hl. Nikolaus-Kirche
- Hamburg: Kirche des heiligen Prokop, von 1964–1982 Kathedrale, denn sie wurde als Kirche für den damals in Hamburg residierenden Bischof der deutschen Diözese erbaut. Ein Kreis von Frauen hat hier eine der hl. Elisabeth von Russland geweihte Schwesternschaft gegründet. Diese übernimmt Aufgaben bei der Ausstattung und Reinigung der Kirche, der Vorbereitung der Gemeinde-Tees an Sonn- und Festtagen und der sozialen Betreuung von Kranken und Alten.
- Hannover: Christi-Geburt-Gemeinde
- Ingolstadt: Hl. Nikolaus-Kirche
- Kassel: Gemeinde d. Hl. Panteleimon, Alte Bruder Kirche
- Köln: Gemeinde d. Hl. Großmärtyrers Panteleimon in Köln-Westhoven und die deutschsprachige Gemeinde d. Hl. Großmärtyrers Demetrios mit der Hl.-Elias-Kirche
- Landshut: Hl. Nikolaus-Gemeinde
- Lübeck: Kirche d. Hl. Prokopios von Lübeck u. Ustjug
- Mannheim: Kirche d. Hl. Alexander Nevskij
- München:
  - Kathedrale der Hll. Neumärtyrer und Bekenner Russlands und des Hl. Nikolaus[6] in Obergiesing
  - Kirche des Heiligen Erzengels Michael in der Siedlung Ludwigsfeld
  - des Heiligen Hiob von Potschajew in Obermenzing
- Münster Gemeinde zu Ehren der Kasaner Ikone der Gottesmutter[7]
- Nürnberg: Gemeinde d. Geburt d. Allerheiligsten Gottesmutter
- Oldenburg: St.-Peter-Kirche
- Regensburg: Maria-Schutz-Kirche (im Stadtpark)
- Saarbrücken: Kirche d. Hl. Märtyrerin Eugenia
- Salzgitter-Lebenstedt: Hl. Nikolaus-Kirche
- Straubing: Kirche hl. Johannes d. Täufers
- Stuttgart: Hl. Nikolaus-Kirche, genannt „Russische Kirche“
- Stuttgart-Rotenberg: Hl. Nikolaus-Grabkapelle (Grabkapelle d. Königin Katharina Pawlowna von Württemberg)
- Wiesbaden: Kirche d. Hl. Elisabeth (Grabkirche d. Großfürstin und Nassauischen Herzogin Elisabeth Michailowna)

### Österreich
- Salzburg: Kirche Maria Schutz[8]

### Großbritannien
- London: Kathedrale zum Entschlafen der Gottesmutter

### Dänemark
- Kopenhagen: Aleksander Nevskij Kirke

## Positionen

### Position zur COVID-19-Pandemie
Arndt bezeichnete in seinem Sendschreiben vom 5./18. März 2020 die Coronakrise als eine Strafe Gottes für das Verhalten der Menschen. Hierzu schrieb er u. a.:

„Immer wieder von Neuem zeigt Gott Sein Erbarmen und Seine Langmut mit unserem Geschlecht. Allein der Mensch wollte nicht auf Ihn hören und nicht anerkennen, in welch großem Maß er von göttlicher Hilfe und Gnade abhängt. Der Mensch wollte Gott durch sich selbst ersetzen, als er sich gedankenlos in die Welt – die Schöpfung Gottes, und die Natur des Menschen einmischte. Schon will der Mensch, durch Legalisierung der Euthanasie, die ihm von Gott bestimmte Zeit seines Todes nicht annehmen; er will nicht den gottgegebenen Unterschied zwischen Mann und Frau anerkennen, die besondere Berufung eines jeden; er ist nicht bereit, das Kindergebären als natürliche Erscheinung seines Lebens anzuerkennen, er lässt Getreide nicht auf natürliche Weise wachsen.  Erstaunt es da, dass ständig neue Krankheiten auftauchen, und dass es gegen sie keine Heilmittel mehr gibt, die das Los der Infizierten lindern würden?“

Diese Äußerung wurde von Vertretern der SPD, der FDP und den Grünen scharf kritisiert.

### Position im Russisch-Ukrainischen Krieg
Arndt erklärte am 30. Mai 2022, dass die ROKA den Krieg gegen die Ukraine für ein „Verbrechen“ halte. Die Behauptung der russischen Regierung, in der Ukraine regierten Nazis, sei „Unsinn“. Arndt verlangte den sofortigen Abzug der russischen Truppen. Wohl habe es auch seitens der ukrainischen Regierung Fehler gegeben, etwa das Verbot der russischen Sprache im Unterricht, doch könne man damit keinen Krieg rechtfertigen. Im Januar 2023 warf Arndt in einem Interview mit der Seite pravoslavie.ru der Ukraine vor, sie würde die Ukrainisch-Orthodoxe Kirche stärker bedrängen als es unter Adolf Hitler der Fall gewesen sei: "Hitler ist nicht so weit gegangen wie die ukrainischen Behörden. Er hat versucht, eine „Kirche“ zu schaffen, die von ihm und seiner Regierung abhängt oder unter ihrer absoluten Kontrolle steht, aber das ist ihm nicht besonders gelungen. Selbst Protestanten und Katholiken, die unter dem Hitler-Regime tätig waren, wurden nicht auf die eine oder andere Weise verfolgt".